# DTM seizoen 2019
Het DTM seizoen 2019 was het 20e seizoen van de Deutsche Tourenwagen-Masters, na de hervatting van het kampioenschap in 2000.
René Rast behaalde in de tweede race van het voorlaatste raceweekend op de Nürburgring zijn tweede DTM-titel door derde te worden in de race, waardoor hij voldoende voorsprong op Nico Müller had opgebouwd om hem in de eindstand voor te blijven.

## Teams en rijders
| Fabrikant    | Auto                     | Team                           | Nr. | Coureur               | Races    |
| ------------ | ------------------------ | ------------------------------ | --- | --------------------- | -------- |
| Aston Martin | Aston Martin Vantage DTM | R-Motorsport I                 | 3   | Paul di Resta         | Alle     |
| Aston Martin | Aston Martin Vantage DTM | R-Motorsport I                 | 76  | Jake Dennis           | Alle     |
| Aston Martin | Aston Martin Vantage DTM | R-Motorsport II                | 23  | Daniel Juncadella     | Alle     |
| Aston Martin | Aston Martin Vantage DTM | R-Motorsport II                | 62  | Ferdinand Habsburg    | Alle     |
| Audi         | Audi RS5 Turbo DTM       | Audi Sport Team Abt Sportsline | 4   | Robin Frijns          | Alle     |
| Audi         | Audi RS5 Turbo DTM       | Audi Sport Team Abt Sportsline | 51  | Nico Müller           | Alle     |
| Audi         | Audi RS5 Turbo DTM       | Audi Sport Team WRT            | 21  | Pietro Fittipaldi     | 1-2, 4-9 |
| Audi         | Audi RS5 Turbo DTM       | Audi Sport Team WRT            | 27  | Jonathan Aberdein     | Alle     |
| Audi         | Audi RS5 Turbo DTM       | Audi Sport Team WRT            | 34  | Andrea Dovizioso      | 3        |
| Audi         | Audi RS5 Turbo DTM       | Audi Sport Team Rosberg        | 21  | Pietro Fittipaldi     | 3        |
| Audi         | Audi RS5 Turbo DTM       | Audi Sport Team Rosberg        | 33  | René Rast             | Alle     |
| Audi         | Audi RS5 Turbo DTM       | Audi Sport Team Rosberg        | 53  | Jamie Green           | 1-2, 4-9 |
| Audi         | Audi RS5 Turbo DTM       | Audi Sport Team Phoenix        | 28  | Loïc Duval            | Alle     |
| Audi         | Audi RS5 Turbo DTM       | Audi Sport Team Phoenix        | 99  | Mike Rockenfeller     | Alle     |
| BMW          | BMW M4 Turbo DTM         | BMW Team RMG                   | 7   | Bruno Spengler        | Alle     |
| BMW          | BMW M4 Turbo DTM         | BMW Team RMG                   | 11  | Marco Wittmann        | Alle     |
| BMW          | BMW M4 Turbo DTM         | BMW Team RMR                   | 16  | Timo Glock            | Alle     |
| BMW          | BMW M4 Turbo DTM         | BMW Team RMR                   | 25  | Philipp Eng           | Alle     |
| BMW          | BMW M4 Turbo DTM         | BMW Team RBM                   | 31  | Sheldon van der Linde | Alle     |
| BMW          | BMW M4 Turbo DTM         | BMW Team RBM                   | 47  | Joel Eriksson         | Alle     |
| Honda        | Honda NSX-GT GT500       | Team Kunimitsu                 | 1   | Jenson Button         | 9        |
| Lexus        | Lexus LC 500 GT500       | Lexus Team KeePer TOM'S        | 37  | Nick Cassidy          | 9        |
| Lexus        | Lexus LC 500 GT500       | Lexus Team KeePer TOM'S        | 37  | Ryō Hirakawa          | 9        |
| Nissan       | Nissan GT-R Nismo GT500  | Nismo                          | 35  | Tsugio Matsuda        | 9        |
| Nissan       | Nissan GT-R Nismo GT500  | Nismo                          | 35  | Ronnie Quintarelli    | 9        |

- Audi en BMW blijven deelnemen aan het kampioenschap, maar Mercedes-Benz heeft de DTM verlaten om zich te concentreren op hun toekomstige Formule E-team. Aston Martin vervangt Mercedes met een nieuwe versie van de Vantage. De auto's worden gerund door R-Motorsport.
- Het Team WRT is een nieuw klantenteam, dat met auto's van Audi rijdt.
- Coureurs met een groene achtergrond komen niet in aanmerking voor kampioenschapspunten.

## Kalender en resultaten
De kalender werd op 12 oktober 2018 bekendgemaakt. De races op de Hungaroring, de Red Bull Ring en het Circuit Zandvoort zijn geschrapt. In plaats daarvan zal het TT-Circuit Assen voor het eerst op de kalender staan en keert het kampioenschap voor het eerst sinds 2002 terug op het Circuit Zolder.
| No. | No. | Circuit                               | Datum        | Winnaar           | Tweede            | Derde             | Poleposition          | Snelste rondetijd | Winnende team                  | Winnende auto      |
| --- | --- | ------------------------------------- | ------------ | ----------------- | ----------------- | ----------------- | --------------------- | ----------------- | ------------------------------ | ------------------ |
| 1   | R1  | Hockenheimring                        | 4 mei        | Marco Wittmann    | Mike Rockenfeller | Robin Frijns      | Marco Wittmann        | Timo Glock        | BMW Team RMG                   | BMW M4 Turbo DTM   |
| 1   | R2  | Hockenheimring                        | 5 mei        | René Rast         | Nico Müller       | Robin Frijns      | Philipp Eng           | Pietro Fittipaldi | Audi Sport Team Rosberg        | Audi RS5 Turbo DTM |
| 2   | R1  | Circuit Zolder                        | 18 mei       | Philipp Eng       | Joel Eriksson     | Nico Müller       | Marco Wittmann        | Robin Frijns      | BMW Team RMR                   | BMW M4 Turbo DTM   |
| 2   | R2  | Circuit Zolder                        | 19 mei       | René Rast         | Philipp Eng       | Jamie Green       | Sheldon van der Linde | Philipp Eng       | Audi Sport Team Rosberg        | Audi RS5 Turbo DTM |
| 3   | R1  | Misano World Circuit Marco Simoncelli | 8 juni       | Marco Wittmann    | René Rast         | Loïc Duval        | René Rast             | Philipp Eng       | BMW Team RMG                   | BMW M4 Turbo DTM   |
| 3   | R2  | Misano World Circuit Marco Simoncelli | 9 juni       | Nico Müller       | Philipp Eng       | René Rast         | René Rast             | Robin Frijns      | Audi Sport Team Abt Sportsline | Audi RS5 Turbo DTM |
| 4   | R1  | Norisring                             | 6 juli       | René Rast         | Nico Müller       | Joel Eriksson     | Nico Müller           | Nico Müller       | Audi Sport Team Rosberg        | Audi RS5 Turbo DTM |
| 4   | R2  | Norisring                             | 7 juli       | Bruno Spengler    | Jamie Green       | Mike Rockenfeller | René Rast             | Nico Müller       | BMW Team RMG                   | BMW M4 Turbo DTM   |
| 5   | R1  | TT-Circuit Assen                      | 20 juli      | Marco Wittmann    | Nico Müller       | René Rast         | Marco Wittmann        | Nico Müller       | BMW Team RMG                   | BMW M4 Turbo DTM   |
| 5   | R2  | TT-Circuit Assen                      | 21 juli      | Mike Rockenfeller | Marco Wittmann    | Nico Müller       | René Rast             | Philipp Eng       | Audi Sport Team Phoenix        | Audi RS5 Turbo DTM |
| 6   | R1  | Brands Hatch                          | 10 augustus  | Marco Wittmann    | René Rast         | Nico Müller       | Marco Wittmann        | Philipp Eng       | BMW Team RMG                   | BMW M4 Turbo DTM   |
| 6   | R2  | Brands Hatch                          | 11 augustus  | René Rast         | Nico Müller       | Robin Frijns      | René Rast             | Pietro Fittipaldi | Audi Sport Team Rosberg        | Audi RS5 Turbo DTM |
| 7   | R1  | Lausitzring                           | 24 augustus  | Nico Müller       | Robin Frijns      | Mike Rockenfeller | René Rast             | Robin Frijns      | Audi Sport Team Abt Sportsline | Audi RS5 Turbo DTM |
| 7   | R2  | Lausitzring                           | 25 augustus  | René Rast         | Nico Müller       | Mike Rockenfeller | Jamie Green           | Philipp Eng       | Audi Sport Team Rosberg        | Audi RS5 Turbo DTM |
| 8   | R1  | Nürburgring                           | 14 september | René Rast         | Bruno Spengler    | Marco Wittmann    | René Rast             | René Rast         | Audi Sport Team Rosberg        | Audi RS5 Turbo DTM |
| 8   | R2  | Nürburgring                           | 15 september | Jamie Green       | Robin Frijns      | René Rast         | Jamie Green           | René Rast         | Audi Sport Team Rosberg        | Audi RS5 Turbo DTM |
| 9   | R1  | Hockenheimring                        | 5 oktober    | René Rast         | Marco Wittmann    | Mike Rockenfeller | René Rast             | Nico Müller       | Audi Sport Team Rosberg        | Audi RS5 Turbo DTM |
| 9   | R2  | Hockenheimring                        | 6 oktober    | Nico Müller       | Mike Rockenfeller | René Rast         | Nico Müller           | Mike Rockenfeller | Audi Sport Team Abt Sportsline | Audi RS5 Turbo DTM |

## Kampioenschap

### Puntensysteem
| Positie      | 1e | 2e | 3e | 4e | 5e | 6e | 7e | 8e | 9e | 10e |
| Race         | 25 | 18 | 15 | 12 | 10 | 8  | 6  | 4  | 2  | 1   |
| Kwalificatie | 3  | 2  | 1  |    |    |    |    |    |    |     |

### Rijders
| Pos                                                             | Coureur               | HOC  | HOC | ZOL  | ZOL | MIS | MIS | NOR | NOR | ASS | ASS | BRA | BRA | LAU  | LAU | NÜR | NÜR | HOC | HOC | Punten |
| --------------------------------------------------------------- | --------------------- | ---- | --- | ---- | --- | --- | --- | --- | --- | --- | --- | --- | --- | ---- | --- | --- | --- | --- | --- | ------ |
| 1                                                               | René Rast             | 16   | 1   | DNF2 | 12  | 21  | 31  | 13  | 71  | 32  | 51  | 2   | 1   | DNF1 | 1   | 1   | 32  | 1   | 3   | 322    |
| 2                                                               | Nico Müller           | 8    | 2   | 3    | 8   | 5   | 1   | 21  | 83  | 2   | 3   | 3   | 2   | 13   | 23  | 153 | 6   | 17  | 12  | 250    |
| 3                                                               | Marco Wittmann        | 1    | 8   | 71   | 13  | 1   | DNF | 8   | 16  | 1   | 2   | 1   | 10  | 4    | 6   | 3   | DNF | 2   | 12  | 202    |
| 4                                                               | Mike Rockenfeller     | 2    | DNF | 5    | 4   | 6   | 10  | DNF | 3   | 9   | 13  | 7   | 6   | 3    | 3   | DNF | 73  | 3   | 21  | 182    |
| 5                                                               | Robin Frijns          | 3    | 3   | 12   | DNF | DNF | 42  | DNF | 4   | DNF | 6   | 4   | 3   | 2    | 5   | DSQ | 2   | 4   | 7   | 157    |
| 6                                                               | Philipp Eng           | 14   | 41  | 1    | 23  | 7   | 2   | 7   | 5   | 4   | 13  | 6   | 5   | 5    | 10  | 13  | 8   | DNF | 14  | 144    |
| 7                                                               | Loïc Duval            | 5    | DNF | 4    | 11  | 3   | 11  | 4   | 6   | 83  | 11  | 53  | 42  | 6    | 8   | 5   | 4   | 5   | 10  | 134    |
| 8                                                               | Jamie Green           | 12   | 9   | 6    | 3   |     |     | 11  | 2   | 7   | 9   | 11  | 15  | 102  | 41  | 6   | 1   | 12  | 5   | 115    |
| 9                                                               | Bruno Spengler        | 7    | 5   | 103  | 7   | 4   | 8   | 52  | 1   | 15  | DNF | 12  | DNF | 9    | 14  | 2   | 10  | 8   | 9   | 106    |
| 10                                                              | Jonathan Aberdein     | 15   | 12  | DNF  | 12  | 82  | 73  | 13  | 14  | 6   | 42  | 9   | 13  | 14   | 72  | 4   | 5   | 14  | DNF | 67     |
| 11                                                              | Joel Eriksson         | 13   | 10  | 2    | 10  | DNF | 6   | 3   | 13  | 16  | 16  | DNS | DNF | 8    | 13  | 8   | 11  | 10  | 6   | 61     |
| 12                                                              | Timo Glock            | 4    | 6   | 13   | 14  | 10  | DNF | DNF | 9   | 5   | 14  | 13  | 12  | DNF  | DNF | 9   | 9   | 6   | 43  | 58     |
| 13                                                              | Sheldon van der Linde | 6    | 14  | 11   | 51  | 9   | 9   | DNF | DNF | 10  | 15  | 8   | 7   | 16   | 11  | 7   | 16  | 16  | 13  | 42     |
| 14                                                              | Daniel Juncadella     | 9    | 16  | DNF  | DNF | 13  | 14  | 6   | 10  | DNF | 7   | 10  | 8   | 12   | 12  | 10  | 12  | DNF | DNF | 23     |
| 15                                                              | Pietro Fittipaldi     | 10   | 15  | 14   | 9   | 11  | 5   | DNF | 15  | 11  | 10  | DNS | 16  | 7    | 9   | 14  | 13  | 15  | 15  | 22     |
| 16                                                              | Paul di Resta         | DNF3 | 7   | 8    | DNS | 16  | DNF | 12  | DNF | 14  | 8   | 14  | 14  | 13   | DNF | 12  | DNS | 7   | DNS | 21     |
| 17                                                              | Jake Dennis           | 11   | 11  | DNF  | 6   | 15  | 13  | 9   | 12  | 12  | DNF | DNF | 9   | 11   | DNF | DNF | 14  | 11  | 8   | 17     |
| 18                                                              | Ferdinand Habsburg    | DNF  | 13  | 9    | DNF | 14  | 12  | 10  | 11  | 13  | 12  | 15  | 11  | 15   | DNF | 11  | 15  | DNS | 11  | 3      |
| 19                                                              | Andrea Dovizioso      |      |     |      |     | 12  | 15  |     |     |     |     |     |     |      |     |     |     |     |     | 0      |
| Coureurs die niet in aanmerking komen voor kampioenschapspunten |                       |      |     |      |     |     |     |     |     |     |     |     |     |      |     |     |     |     |     |        |
| -                                                               | Jenson Button         |      |     |      |     |     |     |     |     |     |     |     |     |      |     |     |     | 9   | 16  | 0      |
| -                                                               | Ryō Hirakawa          |      |     |      |     |     |     |     |     |     |     |     |     |      |     |     |     | 13  |     | 0      |
| -                                                               | Ronnie Quintarelli    |      |     |      |     |     |     |     |     |     |     |     |     |      |     |     |     |     | 17  | 0      |
| -                                                               | Tsugio Matsuda        |      |     |      |     |     |     |     |     |     |     |     |     |      |     |     |     | NC  |     | 0      |
| -                                                               | Nick Cassidy          |      |     |      |     |     |     |     |     |     |     |     |     |      |     |     |     |     | DNF | 0      |
| Pos                                                             | Coureur               | HOC  | HOC | ZOL  | ZOL | MIS | MIS | NOR | NOR | ASS | ASS | BRA | BRA | LAU  | LAU | NÜR | NÜR | HOC | HOC | Punten |

2000 ·
2001 ·
2002 ·
2003 ·
2004 ·
2005 ·
2006 ·
2007 ·
2008 ·
2009 ·
2010 ·
2011 ·
2012 ·
2013 ·
2014 ·
2015 ·
2016 ·
2017 ·
2018 ·
2019 ·
2020 ·
2021 ·
2022 ·
2023 ·
2024 ·
2025

Lijst van coureurs